# Cmentarz żydowski w Skolem
Cmentarz żydowski w Skolem – został założony przypuszczalnie w XVIII w., ale dokładna data nie jest znana. Na cmentarzu nie zachowały się nagrobki, choć w 2003 r. ustawiono na nim pomnik upamiętniających zamordowanych mieszkańców miejscowości. Cmentarz jest położony w północnej części miejscowości na zachód od torów kolejowych nad potokiem Ostaszów.